# Llista de topònims dels Prats de Rei
Llista de topònims (noms propis de lloc) del municipi dels Prats de Rei, a l'Anoia
Informació actualitzada per un bot. Els canvis manuals es perdran quan s'actualitzi!

## cabana
| imatge | Nom                   | Ubicat a         | instància de | Detalls       | coordenades                                                                  | Protecció | Commons (més fotos) | Dades a WD                    |
| ------ | --------------------- | ---------------- | ------------ | ------------- | ---------------------------------------------------------------------------- | --------- | ------------------- | ----------------------------- |
|        | barraca de la Gaspana | els Prats de Rei | cabana       |               | 41° 43′ 02″ N, 1° 33′ 42″ E / 41.7171765019825°N,1.56160437379562°E 632 msnm |           |                     | Modifica les dades a Wikidata |
|        | barraca del Benet     | Seguers          | cabana       | Estat: ruïnós | 41° 43′ 29″ N, 1° 34′ 21″ E / 41.7246704611841°N,1.57246193585943°E 648 msnm |           |                     | Modifica les dades a Wikidata |
|        | cobert del Jona       | els Prats de Rei | cabana       |               | 41° 42′ 08″ N, 1° 32′ 36″ E / 41.7020856031215°N,1.54337240445608°E 604 msnm |           |                     | Modifica les dades a Wikidata |
|        | pallissa del Castellà | els Prats de Rei | cabana       |               | 41° 42′ 28″ N, 1° 32′ 45″ E / 41.7078543185451°N,1.54585039012896°E 609 msnm |           |                     | Modifica les dades a Wikidata |
|        | pallissa del Claret   | els Prats de Rei | cabana       |               | 41° 42′ 12″ N, 1° 32′ 19″ E / 41.7034466269943°N,1.5384861560987°E 608 msnm  |           |                     | Modifica les dades a Wikidata |
|        | pallissa del Marcó    | els Prats de Rei | cabana       |               | 41° 41′ 58″ N, 1° 32′ 25″ E / 41.699380711524°N,1.54030881109749°E 595 msnm  |           |                     | Modifica les dades a Wikidata |
|        | pallissa del Mensa    | els Prats de Rei | cabana       |               | 41° 42′ 20″ N, 1° 33′ 00″ E / 41.705431151308°N,1.55009963376324°E 631 msnm  |           |                     | Modifica les dades a Wikidata |

## casa
| imatge | Nom                      | Ubicat a         | instància de | Detalls                                              | coordenades                                                                                 | Protecció                                  | Commons (més fotos)              | Dades a WD                    |
| ------ | ------------------------ | ---------------- | ------------ | ---------------------------------------------------- | ------------------------------------------------------------------------------------------- | ------------------------------------------ | -------------------------------- | ----------------------------- |
|        | Arc de Cal Refilat       | els Prats de Rei | casa         | Estil: gòtic tardà 15th century                      | 41° 42′ 21″ N, 1° 32′ 33″ E / 41.705802°N,1.542487°E ca:C. Nou, 38 607 msnm                 | bé integrant del patrimoni cultural català | Arc de Cal Refilat               | Modifica les dades a Wikidata |
|        | Ca la Maria Codina       | els Prats de Rei | casa         |                                                      | 41° 42′ 18″ N, 1° 32′ 29″ E / 41.70493°N,1.54143°E ca:Carmen Muñoz, 9                       |                                            |                                  | Modifica les dades a Wikidata |
|        | Cal Tabaqueru            | els Prats de Rei | casa         | Estil: gòtic tardà arquitectura popular 15th century | 41° 42′ 19″ N, 1° 32′ 30″ E / 41.705404°N,1.541619°E ca:Pl. de la Vila - c. Nou 607 msnm    | bé integrant del patrimoni cultural català | Cal Tabaqueru                    | Modifica les dades a Wikidata |
|        | Casa Argullol            | els Prats de Rei | casa         | Estil: arquitectura popular 16th century             | 41° 42′ 20″ N, 1° 32′ 29″ E / 41.705475°N,1.541398°E ca:C. Nou, 15 607 msnm                 | bé integrant del patrimoni cultural català | Casa Argullol (els Prats de Rei) | Modifica les dades a Wikidata |
|        | Casa Llobet              | els Prats de Rei | casa         | Estil: arquitectura modernista                       | 41° 42′ 19″ N, 1° 32′ 27″ E / 41.705276°N,1.540897°E ca:passeig Josep Maria Llobet 607 msnm | bé integrant del patrimoni cultural català | Casa Llobet (els Prats de Rei)   | Modifica les dades a Wikidata |
|        | Casa Serra               | els Prats de Rei | casa         | Estil: arquitectura popular 16th century             | 41° 42′ 21″ N, 1° 32′ 31″ E / 41.705699°N,1.541988°E ca:C. Nou, 25 607 msnm                 | bé integrant del patrimoni cultural català | Casa Serra (els Prats de Rei)    | Modifica les dades a Wikidata |
|        | Casa Tauler              | els Prats de Rei | casa         | Estil: gòtic tardà arquitectura popular 15th century | 41° 42′ 18″ N, 1° 32′ 29″ E / 41.705019°N,1.541489°E ca:C. de Carme Muñoz, 7 607 msnm       | bé integrant del patrimoni cultural català | Casa Tauler (els Prats de Rei)   | Modifica les dades a Wikidata |
|        | casa a la Plaça Major, 3 | els Prats de Rei | casa         | Estil: arquitectura modernista                       | 41° 42′ 19″ N, 1° 32′ 31″ E / 41.705304°N,1.54181°E ca:Pl. Major, 3 607 msnm                |                                            |                                  | Modifica les dades a Wikidata |

## creu de terme
| imatge | Nom                           | Ubicat a         | instància de  | Detalls                                 | coordenades | Protecció                                  | Commons (més fotos)                          | Dades a WD                    |
| ------ | ----------------------------- | ---------------- | ------------- | --------------------------------------- | --- | ------------------------------------------ | -------------------------------------------- | ----------------------------- |
|        | creu de terme de la Manresana | la Manresana     | creu de terme | Estil: arquitectura gòtica 13rd century | 41° 41′ 47″ N, 1° 33′ 04″ E / 41.696465°N,1.550989°E ca:A ponent de la torre de la Manresana                      | bé integrant del patrimoni cultural català | Creu de terme de la Manresana (Prats de Rei) | Modifica les dades a Wikidata |
|        | creu de terme del Portal      | els Prats de Rei | creu de terme | Estil: neogòtic 20th century            | 41° 42′ 18″ N, 1° 32′ 30″ E / 41.704954°N,1.541631°E ca:Davant del Santuari de la Mare de Déu del Portal 605 msnm | bé integrant del patrimoni cultural català | Creu de terme del Portal                     | Modifica les dades a Wikidata |

## curs d'aigua
| imatge | Nom                | Ubicat a                                                    | instància de | Detalls                       | coordenades | Protecció | Commons (més fotos) | Dades a WD                    |
| ------ | ------------------ | ----------------------------------------------------------- | ------------ | ----------------------------- | --- | --------- | ------------------- | ----------------------------- |
|        | Riera Gran         | els Prats de Rei Veciana Copons                             | curs d'aigua | Desemboca: riera de Veciana   | 41° 42′ 34″ N, 1° 30′ 44″ E / 41.7095°N,1.51215°E                                                                                  |           |                     | Modifica les dades a Wikidata |
|        | riera de Sant Pere | Sant Pere Sallavinera els Prats de Rei Veciana Copons Rubió | curs d'aigua | Desemboca: riera de Veciana   | 41° 44′ 47″ N, 1° 32′ 34″ E / 41.74630694444444°N,1.5428419444444446°E 41° 38′ 01″ N, 1° 31′ 06″ E / 41.63355388888889°N,1.51845°E |           |                     | Modifica les dades a Wikidata |
|        | torrent de l'Anoia | Sant Pere Sallavinera els Prats de Rei Veciana Rubió        | curs d'aigua | Desemboca: riera de Sant Pere | 41° 42′ 01″ N, 1° 32′ 30″ E / 41.7004°N,1.54163°E                                                                                  |           |                     | Modifica les dades a Wikidata |

## edifici
| imatge | Nom                                  | Ubicat a         | instància de | Detalls                                                             | coordenades                                                                                       | Protecció                                  | Commons (més fotos)                  | Dades a WD                    |
| ------ | ------------------------------------ | ---------------- | ------------ | ------------------------------------------------------------------- | ------------------------------------------------------------------------------------------------- | ------------------------------------------ | ------------------------------------ | ----------------------------- |
|        | Casilla de la Via                    | Seguers          | edifici      |                                                                     | 41° 43′ 33″ N, 1° 34′ 46″ E / 41.7258920087621°N,1.57945622527405°E 626 msnm                      |                                            |                                      | Modifica les dades a Wikidata |
|        | Molí del Canalet                     | els Prats de Rei | edifici      | Estil: arquitectura popular                                         |                                                                                                   | bé integrant del patrimoni cultural català |                                      | Modifica les dades a Wikidata |
|        | Panteons del cementiri de Solanelles | Solanelles       | edifici      | Estil: historicisme arquitectònic arquitectura popular 19th century | 41° 43′ 11″ N, 1° 32′ 10″ E / 41.719715°N,1.536084°E ca:Al costat del camí de Solanelles 688 msnm | bé integrant del patrimoni cultural català | Panteons del cementiri de Solanelles | Modifica les dades a Wikidata |

## entitat singular de població
| imatge | Nom              | Ubicat a         | instància de                                   | Detalls | coordenades                                                                                       | Protecció | Commons (més fotos)             | Dades a WD                    |
| ------ | ---------------- | ---------------- | ---------------------------------------------- | ------- | ------------------------------------------------------------------------------------------------- | --------- | ------------------------------- | ----------------------------- |
|        | Seguers          | els Prats de Rei | entitat singular de població                   | 20 hab  | 41° 43′ 30″ N, 1° 35′ 10″ E / 41.724901034229°N,1.5861969729792°E 622 msnm                        |           |                                 | Modifica les dades a Wikidata |
|        | Solanelles       | els Prats de Rei | entitat singular de població                   | 4 hab   | 41° 43′ 14″ N, 1° 32′ 13″ E / 41.720682412163°N,1.5370003415712°E ca:Nucli de Solanelles 691 msnm |           | Solanelles (els Prats de Rei)   | Modifica les dades a Wikidata |
|        | els Prats de Rei | els Prats de Rei | entitat singular de població capital municipal | 505 hab | 41° 42′ 18″ N, 1° 32′ 26″ E / 41.70488877°N,1.54064038°E 605 msnm                                 |           |                                 | Modifica les dades a Wikidata |
|        | la Manresana     | els Prats de Rei | entitat singular de població                   | 25 hab  | 41° 41′ 48″ N, 1° 33′ 07″ E / 41.696739°N,1.552027°E 665 msnm                                     |           | La Manresana (els Prats de Rei) | Modifica les dades a Wikidata |

## església
| imatge | Nom                                      | Ubicat a         | instància de | Detalls                                                   | coordenades                                                                                       | Protecció                                  | Commons (més fotos)                      | Dades a WD                    |
| ------ | ---------------------------------------- | ---------------- | ------------ | --------------------------------------------------------- | ------------------------------------------------------------------------------------------------- | ------------------------------------------ | ---------------------------------------- | ----------------------------- |
|        | Ermita de Sant Ermengol                  | els Prats de Rei | església     | Estil: arquitectura romànica 11st century Estat: ruïnós   | 41° 41′ 39″ N, 1° 30′ 50″ E / 41.694275°N,1.513802°E ca:Clau reial 654 msnm                       | bé integrant del patrimoni cultural català | Sant Ermengol dels Prats de Rei          | Modifica les dades a Wikidata |
|        | Mare de Déu del Portal dels Prats de Rei | els Prats de Rei | església     | Estil: arquitectura barroca 18th century                  | 41° 42′ 17″ N, 1° 32′ 30″ E / 41.704759°N,1.541755°E ca:C. de Carme Muñoz 605 msnm                | bé integrant del patrimoni cultural català | Mare de Déu del Portal dels Prats de Rei | Modifica les dades a Wikidata |
|        | Sant Gil de Solanelles                   | Solanelles       | església     | Estil: arquitectura popular 18th century Estat: ruïnós    | 41° 43′ 12″ N, 1° 32′ 11″ E / 41.71987°N,1.536462°E ca:Solanelles 691 msnm                        | bé integrant del patrimoni cultural català | Sant Gil de Solanelles                   | Modifica les dades a Wikidata |
|        | Sant Jaume de Puigdemàger                | els Prats de Rei | església     | Estil: arquitectura romànica Estat: ruïnós                | 41° 43′ 40″ N, 1° 33′ 01″ E / 41.727912°N,1.550407°E ca:Prop de l'Hostal del Bou 694 msnm         | bé integrant del patrimoni cultural català | Sant Jaume de Puigdemàger                | Modifica les dades a Wikidata |
|        | Sant Miquel de la Comanda                | els Prats de Rei | església     | Estil: arquitectura romànica Estat: enderrocat o destruït |                                                                                                   |                                            | Sant Miquel de la Comanda                | Modifica les dades a Wikidata |
|        | Santa Maria dels Prats de Rei            | els Prats de Rei | església     | Estil: arquitectura barroca gòtic tardà 17th century      | 41° 42′ 19″ N, 1° 32′ 32″ E / 41.705162°N,1.542203°E ca:C. de l'Església 607 msnm                 | bé integrant del patrimoni cultural català | Santa Maria dels Prats de Rei            | Modifica les dades a Wikidata |
|        | capella de Sant Antoni                   | els Prats de Rei | església     | Estil: arquitectura popular 18th century Estat: ruïnós    | 41° 42′ 13″ N, 1° 31′ 20″ E / 41.703711°N,1.522265°E ca:Masia de cal Codina de la Quadra 660 msnm | bé integrant del patrimoni cultural català | Sant Antoni dels Prats de Rei            | Modifica les dades a Wikidata |
|        | capella de Sant Joan                     | els Prats de Rei | església     | Estil: arquitectura popular 18th century                  | 41° 42′ 22″ N, 1° 32′ 37″ E / 41.706213°N,1.543707°E ca:Raval de Sant Joan, 32 604 msnm           | bé integrant del patrimoni cultural català | Sant Joan dels Prats de Rei              | Modifica les dades a Wikidata |

## font
| imatge | Nom            | Ubicat a         | instància de | Detalls                          | coordenades                                                                 | Protecció | Commons (més fotos) | Dades a WD                    |
| ------ | -------------- | ---------------- | ------------ | -------------------------------- | --------------------------------------------------------------------------- | --------- | ------------------- | ----------------------------- |
|        | Font Major     | els Prats de Rei | font         | Estil: arquitectura popular 2014 | 41° 42′ 20″ N, 1° 32′ 30″ E / 41.70542°N,1.54175°E ca:Plaça Major, s/n      |           |                     | Modifica les dades a Wikidata |
|        | font del Raval | els Prats de Rei | font         | 1864                             | 41° 42′ 21″ N, 1° 32′ 42″ E / 41.70579°N,1.545°E ca:Carreró dels Horts, s/n |           |                     | Modifica les dades a Wikidata |

## granja
| imatge | Nom                      | Ubicat a         | instància de | Detalls | coordenades                                                                  | Protecció | Commons (més fotos) | Dades a WD                    |
| ------ | ------------------------ | ---------------- | ------------ | ------- | ---------------------------------------------------------------------------- | --------- | ------------------- | ----------------------------- |
|        | Granges de Ca l'Argullol | els Prats de Rei | granja       |         | 41° 42′ 27″ N, 1° 32′ 21″ E / 41.7074264932085°N,1.53910514715117°E 618 msnm |           |                     | Modifica les dades a Wikidata |
|        | Granges del Sarri        | els Prats de Rei | granja       |         | 41° 41′ 35″ N, 1° 28′ 56″ E / 41.6931354745097°N,1.48233734588708°E 646 msnm |           |                     | Modifica les dades a Wikidata |
|        | Granges del Ventureta    | els Prats de Rei | granja       |         | 41° 42′ 29″ N, 1° 32′ 35″ E / 41.7081626863368°N,1.54317510903383°E 613 msnm |           |                     | Modifica les dades a Wikidata |
|        | Granja Casamitjana       | els Prats de Rei | granja       |         | 41° 42′ 07″ N, 1° 32′ 43″ E / 41.7020206764941°N,1.54535689994615°E 616 msnm |           |                     | Modifica les dades a Wikidata |

## jaciment arqueològic
| imatge | Nom                   | Ubicat a         | instància de                                     | Detalls | coordenades                                          | Protecció                                  | Commons (més fotos) | Dades a WD                    |
| ------ | --------------------- | ---------------- | ------------------------------------------------ | ------- | ---------------------------------------------------- | ------------------------------------------ | ------------------- | ----------------------------- |
|        | Sigarra               | els Prats de Rei | jaciment arqueològic municipi romà poblat ibèric |         | 41° 42′ 14″ N, 1° 32′ 29″ E / 41.703821°N,1.541353°E | bé cultural d'interès nacional             |                     | Modifica les dades a Wikidata |
|        | Tomba de la Manresana | els Prats de Rei | jaciment arqueològic                             |         | 41° 41′ 47″ N, 1° 33′ 04″ E / 41.696431°N,1.551057°E | bé integrant del patrimoni cultural català |                     | Modifica les dades a Wikidata |

## masia
| imatge | Nom                     | Ubicat a         | instància de | Detalls                                  | coordenades | Protecció                                  | Commons (més fotos)     | Dades a WD                    |
| ------ | ----------------------- | ---------------- | ------------ | ---------------------------------------- | --- | ------------------------------------------ | ----------------------- | ----------------------------- |
|        | Bec-eixut               | Solanelles       | masia        | Estat: ruïnós                            | 41° 43′ 28″ N, 1° 33′ 43″ E / 41.724359°N,1.561916°E 655 msnm |                                            |                         | Modifica les dades a Wikidata |
|        | Ca l'Esquiva            | els Prats de Rei | masia        | Estat: ruïnós                            | 41° 41′ 54″ N, 1° 35′ 49″ E / 41.6984024382577°N,1.59698239352286°E 699 msnm                                                                                                   |                                            |                         | Modifica les dades a Wikidata |
|        | Cal Barrusca            | els Prats de Rei | masia        | 19th century                             | 41° 41′ 04″ N, 1° 34′ 14″ E / 41.6843333299039°N,1.57063865396465°E ca:Camí de cal Barrusca 721 msnm                                                                           |                                            |                         | Modifica les dades a Wikidata |
|        | Cal Bartomeu            | els Prats de Rei | masia        |                                          | 41° 41′ 48″ N, 1° 34′ 44″ E / 41.6965761114983°N,1.57882778748847°E 729 msnm                                                                                                   |                                            |                         | Modifica les dades a Wikidata |
|        | Cal Botó                | els Prats de Rei | masia        |                                          | 41° 43′ 53″ N, 1° 35′ 58″ E / 41.7314349356882°N,1.5995702696956°E 681 msnm |                                            |                         | Modifica les dades a Wikidata |
|        | Cal Codina de la Quadra | els Prats de Rei | masia        | Estil: arquitectura popular 17th century | 41° 42′ 13″ N, 1° 31′ 21″ E / 41.703501°N,1.522567°E ca:Camí que surt de la carretera C-1412 660 msnm                                                                          | bé integrant del patrimoni cultural català | Cal Codina de la Quadra | Modifica les dades a Wikidata |
|        | Cal Generós             | Seguers          | masia        | Estil: arquitectura popular              | 41° 43′ 54″ N, 1° 35′ 25″ E / 41.731626°N,1.590145°E ca:Camí d'Aguilar de Segarra 654 msnm                                                                                     |                                            |                         | Modifica les dades a Wikidata |
|        | Cal Marcó               | Seguers          | masia        |                                          | 41° 43′ 43″ N, 1° 35′ 23″ E / 41.728541903117°N,1.58984611550442°E 641 msnm |                                            |                         | Modifica les dades a Wikidata |
|        | Cal Pau                 | els Prats de Rei | masia        |                                          | 41° 43′ 00″ N, 1° 33′ 31″ E / 41.7166440664726°N,1.55864703661992°E 626 msnm                                                                                                   |                                            |                         | Modifica les dades a Wikidata |
|        | Cal Pere Miquel         | els Prats de Rei | masia        | Estil: arquitectura popular 1909         | 41° 42′ 52″ N, 1° 33′ 22″ E / 41.7144783708913°N,1.55617108614943°E ca:Camí del Moriscó-Partida del Pere Miquel 625 msnm                                                       |                                            |                         | Modifica les dades a Wikidata |
|        | Cal Sanç                | Seguers          | masia        |                                          | 41° 43′ 31″ N, 1° 35′ 07″ E / 41.7252267670189°N,1.58539807908351°E 627 msnm                                                                                                   |                                            |                         | Modifica les dades a Wikidata |
|        | Cal Segura              | els Prats de Rei | masia        |                                          | 41° 42′ 01″ N, 1° 32′ 52″ E / 41.7001791031486°N,1.54787412311215°E 625 msnm                                                                                                   |                                            |                         | Modifica les dades a Wikidata |
|        | Cal Setfrares           | els Prats de Rei | masia        | Estat: enderrocat o destruït             | 41° 41′ 43″ N, 1° 28′ 31″ E / 41.6952297589538°N,1.47521005712452°E |                                            |                         | Modifica les dades a Wikidata |
|        | Can Garriga             | la Manresana     | masia        |                                          | 41° 41′ 27″ N, 1° 33′ 35″ E / 41.690872°N,1.5596°E 677 msnm |                                            |                         | Modifica les dades a Wikidata |
|        | Can Mates               | els Prats de Rei | masia        | Estat: ruïnós                            | 41° 41′ 30″ N, 1° 35′ 06″ E / 41.6917090585559°N,1.58512342080514°E 737 msnm                                                                                                   |                                            |                         | Modifica les dades a Wikidata |
|        | Can Mensa               | els Prats de Rei | masia        |                                          | 41° 42′ 07″ N, 1° 33′ 26″ E / 41.70208°N,1.557221°E 670 msnm |                                            |                         | Modifica les dades a Wikidata |
|        | Can Passada             | la Manresana     | masia        | Estil: arquitectura popular 1917         | 41° 41′ 35″ N, 1° 34′ 30″ E / 41.6930345078278°N,1.57503638215794°E ca:Carretera BV-1031, km 3'8 731 msnm                                                                      |                                            |                         | Modifica les dades a Wikidata |
|        | Can Pere Miquel         | els Prats de Rei | masia        |                                          | 41° 42′ 52″ N, 1° 33′ 22″ E / 41.714329°N,1.556129°E 625 msnm |                                            |                         | Modifica les dades a Wikidata |
|        | Can Sala                | la Manresana     | masia        |                                          | 41° 41′ 42″ N, 1° 33′ 05″ E / 41.6948626729619°N,1.55125035045486°E 654 msnm                                                                                                   |                                            |                         | Modifica les dades a Wikidata |
|        | Mas d'en Rec            | els Prats de Rei | masia        | 1436                                     | 41° 41′ 44″ N, 1° 29′ 38″ E / 41.6956368016776°N,1.49377893291015°E ca:Camí de cal Retitell 626 msnm                                                                           |                                            |                         | Modifica les dades a Wikidata |
|        | Masia de l'Albereda     | els Prats de Rei | masia        | 16                                       | 41° 41′ 21″ N, 1° 32′ 02″ E / 41.689281°N,1.534013°E 580 msnm | bé integrant del patrimoni cultural català | Mas de l'Albareda       | Modifica les dades a Wikidata |
|        | Masia de l'Indiano      | els Prats de Rei | masia        |                                          | 41° 43′ 17″ N, 1° 31′ 34″ E / 41.7214546585984°N,1.52606813775267°E 645 msnm                                                                                                   |                                            |                         | Modifica les dades a Wikidata |
|        | Masia del Teodoro       | els Prats de Rei | masia        |                                          | 41° 42′ 42″ N, 1° 31′ 25″ E / 41.7117°N,1.52365°E 658 msnm |                                            |                         | Modifica les dades a Wikidata |
|        | Puigdemàger             | Solanelles       | masia        | Estat: ruïnós                            | 41° 43′ 39″ N, 1° 33′ 01″ E / 41.7274293249853°N,1.55038653524328°E ca:Camí que surt de la carretera de Calaf a Sant Pere Sallavinera, a l'alçada de l'Hostal del Bou 685 msnm |                                            | Puigdemàger             | Modifica les dades a Wikidata |
|        | Rodelles                | Seguers          | masia        |                                          | 41° 43′ 15″ N, 1° 36′ 08″ E / 41.7208199769984°N,1.6021210342991°E 667 msnm |                                            |                         | Modifica les dades a Wikidata |
|        | Torre dels Xiquers      | Solanelles       | masia        | 1914                                     | 41° 43′ 17″ N, 1° 32′ 56″ E / 41.721413100289°N,1.54898297048681°E ca:Els Plans-Camí de la Torre dels Xiquers 634 msnm                                                         |                                            |                         | Modifica les dades a Wikidata |
|        | l'Espanyol              | la Manresana     | masia        |                                          | 41° 41′ 19″ N, 1° 34′ 01″ E / 41.6887350929799°N,1.56681627463333°E 718 msnm                                                                                                   |                                            |                         | Modifica les dades a Wikidata |
|        | la Casa Nova de Moriscó | els Prats de Rei | masia        |                                          | 41° 42′ 30″ N, 1° 32′ 45″ E / 41.7082595084614°N,1.54584125747691°E 611 msnm                                                                                                   |                                            |                         | Modifica les dades a Wikidata |
|        | la Casanova             | la Manresana     | masia        |                                          | 41° 41′ 48″ N, 1° 33′ 53″ E / 41.6967154942095°N,1.56468024851818°E 677 msnm                                                                                                   |                                            |                         | Modifica les dades a Wikidata |
|        | la Portella             | Solanelles       | masia        |                                          | 41° 43′ 51″ N, 1° 33′ 26″ E / 41.730845335568°N,1.5572098780905°E 693 msnm |                                            |                         | Modifica les dades a Wikidata |
|        | les Toses               | la Manresana     | masia        |                                          | 41° 41′ 09″ N, 1° 33′ 25″ E / 41.685809355826°N,1.5570151722354°E 688 msnm |                                            |                         | Modifica les dades a Wikidata |

## molí d'aigua
| imatge | Nom                      | Ubicat a         | instància de | Detalls                     | coordenades                                                   | Protecció                                  | Commons (més fotos) | Dades a WD                    |
| ------ | ------------------------ | ---------------- | ------------ | --------------------------- | ------------------------------------------------------------- | ------------------------------------------ | ------------------- | ----------------------------- |
|        | Molí de l'Albareda       | els Prats de Rei | molí d'aigua | Estil: arquitectura popular | 41° 41′ 22″ N, 1° 32′ 02″ E / 41.689537°N,1.533777°E 580 msnm | bé integrant del patrimoni cultural català |                     | Modifica les dades a Wikidata |
|        | Molí del Canalet de Baix | els Prats de Rei | molí d'aigua | Estil: arquitectura popular |                                                               | bé integrant del patrimoni cultural català |                     | Modifica les dades a Wikidata |

## pont
| imatge | Nom                                    | Ubicat a         | instància de | Detalls          | coordenades                                                                                     | Protecció | Commons (més fotos) | Dades a WD                    |
| ------ | -------------------------------------- | ---------------- | ------------ | ---------------- | ----------------------------------------------------------------------------------------------- | --------- | ------------------- | ----------------------------- |
|        | Pont d'en Palletes                     | els Prats de Rei | pont         |                  | 41° 43′ 23″ N, 1° 33′ 25″ E / 41.7231790947094°N,1.55690200312794°E                             |           |                     | Modifica les dades a Wikidata |
|        | Pont de Seguers                        | els Prats de Rei | pont         |                  | 41° 43′ 44″ N, 1° 34′ 56″ E / 41.7288268875525°N,1.58226514833008°E                             |           |                     | Modifica les dades a Wikidata |
|        | Pont de l'Anoia                        | els Prats de Rei | pont         |                  | 41° 43′ 28″ N, 1° 33′ 01″ E / 41.7244097296335°N,1.55020194964537°E                             |           |                     | Modifica les dades a Wikidata |
|        | pont de l'antiga carretera a Barcelona | els Prats de Rei | pont         | Estat: bon estat | 41° 42′ 20″ N, 1° 32′ 21″ E / 41.70542°N,1.5391°E ca:Passeig de Josep Maria Llobet s/n 603 msnm |           |                     | Modifica les dades a Wikidata |

## Misc
| imatge | Nom                                     | Ubicat a                               | instància de                         | Detalls                                   | coordenades | Protecció                                            | Commons (més fotos)                          | Dades a WD                    |
| ------ | --------------------------------------- | -------------------------------------- | ------------------------------------ | ----------------------------------------- | --- | ---------------------------------------------------- | -------------------------------------------- | ----------------------------- |
|        | Casa de la Vila dels Prats de Rei       | els Prats de Rei                       | casa consistorial                    | Estil: gòtic tardà 16th century           | 41° 42′ 20″ N, 1° 32′ 30″ E / 41.705546°N,1.541623°E ca:Pl. Major, 1 607 msnm                                     | bé integrant del patrimoni cultural català           | Casa de la Vila dels Prats de Rei            | Modifica les dades a Wikidata |
|        | Passadís del carrer Isidre Forn         | els Prats de Rei                       | passatge                             | Estil: arquitectura popular               | 41° 42′ 20″ N, 1° 32′ 31″ E / 41.70542°N,1.54188°E ca:C. Isidre Forn - pl. de la Vila 607 msnm                    | bé integrant del patrimoni cultural català           | Passadís del carrer Isidre Forn              | Modifica les dades a Wikidata |
|        | Plaça Major                             | els Prats de Rei                       | plaça                                | Estil: arquitectura popular               | 41° 42′ 20″ N, 1° 32′ 30″ E / 41.705418°N,1.541712°E ca:Plaça Major 607 msnm                                      | bé integrant del patrimoni cultural català           | Plaça Major (els Prats de Rei)               | Modifica les dades a Wikidata |
|        | Puig Farner                             | els Prats de Rei                       | muntanya                             |                                           | 41° 42′ 25″ N, 1° 33′ 41″ E / 41.70703889°N,1.56150556°E 687 msnm                                                 |                                                      |                                              | Modifica les dades a Wikidata |
|        | Torre de la Manresana                   | la Manresana                           | torre de sentinella                  | Estil: arquitectura romànica 12nd century | 41° 41′ 48″ N, 1° 33′ 07″ E / 41.696758°N,1.552049°E ca:La Manresana 665 msnm                                     | bé cultural d'interès nacional bé d'interès cultural | Torre de la Manresana                        | Modifica les dades a Wikidata |
|        | castell de Puigdemàger                  | els Prats de Rei                       | castell                              | Estat: ruïnós                             | 41° 43′ 38″ N, 1° 33′ 01″ E / 41.72736°N,1.550241°E 694 msnm                                                      | bé d'interès cultural bé cultural d'interès nacional | Castell de Puigdemàger                       | Modifica les dades a Wikidata |
|        | cementiri dels Prats de Rei             | els Prats de Rei                       | cementiri                            | 1892                                      | 41° 42′ 32″ N, 1° 32′ 23″ E / 41.7088741910915°N,1.53962526873482°E ca:Camí dels Prats de Rei a Solanelles        |                                                      |                                              | Modifica les dades a Wikidata |
|        | collet dels Pastors                     | els Prats de Rei Sant Pere Sallavinera | collada                              |                                           | 41° 43′ 49″ N, 1° 34′ 25″ E / 41.73026667°N,1.57363333°E 649 msnm                                                 |                                                      |                                              | Modifica les dades a Wikidata |
|        | dolmen dels Tres Reis                   | Rubió els Prats de Rei                 | dolmen                               |                                           | 41° 41′ 06″ N, 1° 34′ 48″ E / 41.68488889°N,1.57988889°E ca:Crtra. BV-1031, dels Prats de Rei a Igualada 776 msnm | bé integrant del patrimoni cultural català           | Dolmen dels Tres Reis                        | Modifica les dades a Wikidata |
|        | necròpoli darrera l'església parroquial | els Prats de Rei                       | necròpolis estructura arquitectònica |                                           | 41° 42′ 19″ N, 1° 32′ 33″ E / 41.70515°N,1.54252°E ca:Carrer del Mur                                              |                                                      | Necrópolis de Santa Maria (Els Prats de Rei) | Modifica les dades a Wikidata |
|        | plataners de la font del Raval          | els Prats de Rei                       | arbre singular                       | 1864                                      | 41° 42′ 21″ N, 1° 32′ 41″ E / 41.70571°N,1.54482°E ca:Carreró dels Horts, s/n                                     |                                                      |                                              | Modifica les dades a Wikidata |